# Bazol z Limoges
Bazol z Limoges (zm. ok. 620) – święty Kościoła katolickiego, żołnierz.
Według podań natchniony cudami, które działy się u grobu św. Remigiusza w Reims, postanowił wieść życie klasztorne. Został skierowany przez biskupa Reims do klasztoru w Verzy, później zaś osiadł w pobliskiej pustelni. Wokół jego grobu wyrosło opactwo. Kilka razy dokonywano translacji jego relikwii.
Wspominany w dniu 26 listopada.